# Belesis
Belesis (Belesys) fou un militar i governador persa.
Era sàtrapa de Síria i juntament amb Mazeu, el sàtrapa de Cilícia, va combatre els fenicis revoltats contra Artaxerxes III de Pèrsia Ocus (358-338 aC), mentre el rei preparava un exèrcit per anar en persona a combatre els rebels.